# Rouchovany
Rouchovany – miejscowość i gmina (obec) w Czechach, w kraju Wysoczyna, w powiecie Třebíč. W 2022 roku liczyła 1161 mieszkańców.